# Langhirano
Langhirano é uma comuna italiana da região da Emília-Romanha, província de Parma, com cerca de 9.234 habitantes. Estende-se por uma área de 70 km², tendo uma densidade populacional de 131 hab/km². Faz fronteira com Calestano, Corniglio, Felino, Lesignano de' Bagni, Neviano degli Arduini, Parma, Tizzano Val Parma.

## Demografia
| Variação demográfica do município entre 1861 e 2011                               |
|                                                                                   |
| Fonte: Istituto Nazionale di Statistica (ISTAT) - Elaboração gráfica da Wikipedia |

## Património
- Castelo de Torrechiara, em Torrechiara